# Censimento degli Stati Uniti d'America del 1990

Logo scelto dall'ufficio del censimento

Il censimento degli Stati Uniti d'America del 1990 fu il ventunesimo censimento degli Stati Uniti d'America; fu condotto dall'ufficio del censimento degli Stati Uniti d'America, che determinò la popolazione residente negli Stati Uniti d'America alla data del 1º aprile 1990 in 248709873 persone, con un incremento del 9,8% rispetto alle 226545805 rilevate in occasione del censimento del 1980.
Circa il 16% delle famiglie ricevettero una versione estesa del censimento, che conteneva più di 100 domande. La documentazione completa, inclusi i moduli e la storia procedurale, sono disponibili all'Integrated Public Use Microdata Series.
Fu il primo censimento a designare gli americani nativi hawaiiani e Isolani del Pacifico come gruppo etnico separato agli asioamericani; fu inoltre il primo censimento diretto da una donna, Barbara Everitt Bryant.
Per spingere la partecipazione dei neri al censimento, l'ufficio del censimento ingaggiò Bill Cosby, Magic Johnson, Alfre Woodard e la Miss America Debbye Turner come portavoce. I dati aggregati per aree sono disponibili sul National Historical Geographic Information System, mentre i dati personali saranno disponibili dal 2062.
Quello del 1990 fu il primo censimento dal 1880 in cui Chicago non era la seconda maggiore città, essendo stata superata da Los Angeles. Da allora Los Angeles è rimasta la seconda maggiore città della nazione.

## Scopo

### Rappresentanza
I risultati del censimento del 1990 hanno determinato il numero di seggi che ogni stato conta alla Camera dei rappresentanti, e di conseguenza anche il numero di elettori di ogni stato al Collegio elettorale per le elezioni dal 1992 al 2002.
L'ufficio del censimento ha annunciato le cifre per la redistribuzione dei distretti; 21 stati hanno modificato il numero dei seggi congressuali:
- New York ha perso tre seggi
- Illinois, Michigan, Ohio e Pennsylvania hanno perso due seggi ciascuno
- Iowa, Kansas, Kentucky, Louisiana, Massachusetts, Montana, New Jersey e Virginia Occidentale hanno perso un seggio ciascuno
- Arizona, Carolina del Nord, Georgia, Virginia e Washington hanno ottenuto un seggio in più ciascuno
- Texas ha ottenuto tre seggi in più
- Florida ha ottenuto quattro seggi in più
- California ha ottenuto sette seggi in più.

## Popolazione degli stati

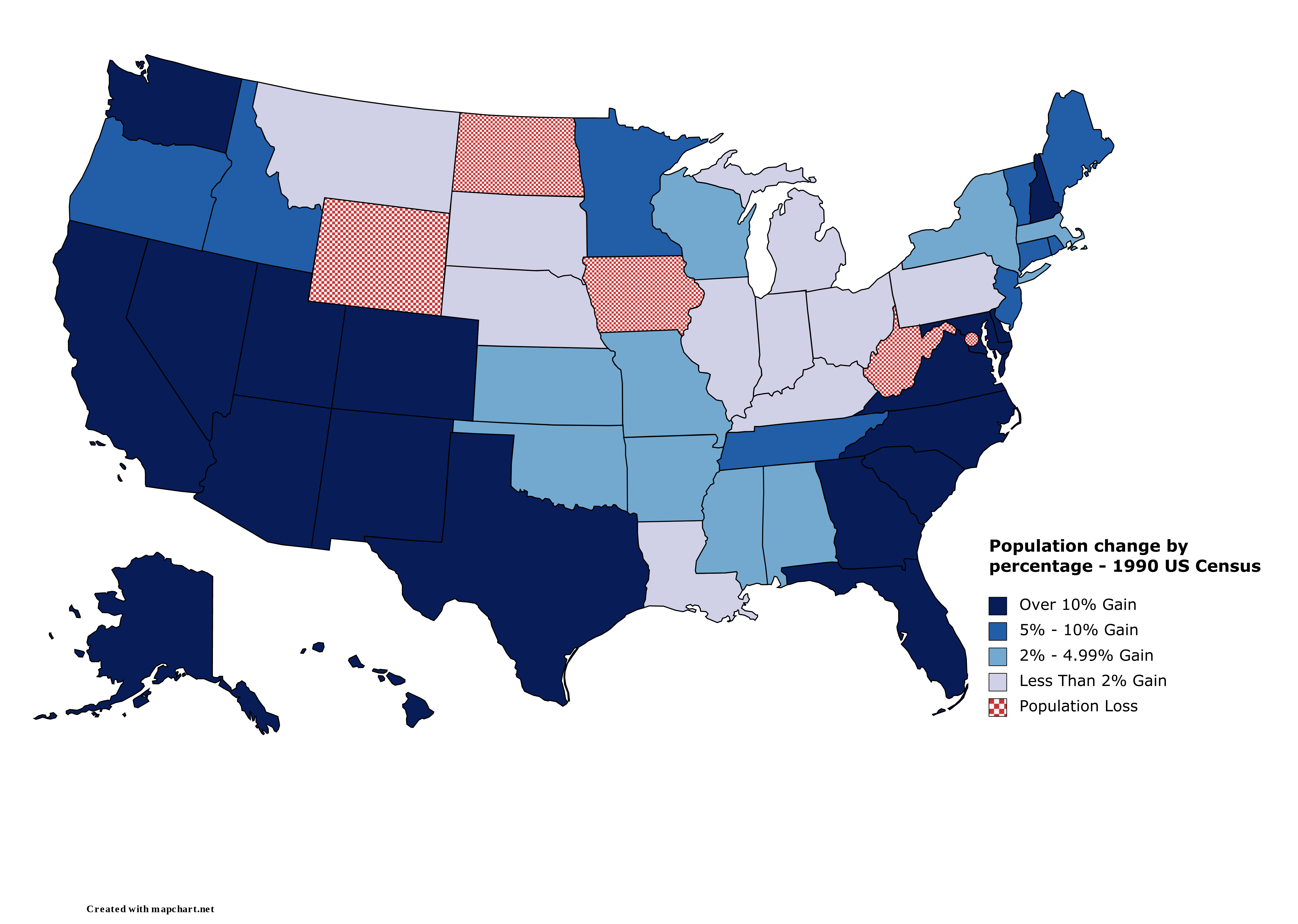
Cartina che mostra la popolazione dei singoli stati in percentuale.

| Posizione/ variazione | Posizione/ variazione | Stato                 | Popolazione (1990) | Popolazione (1980) | Variazione | % variazione |
| --------------------- | --------------------- | --------------------- | ------------------ | ------------------ | ---------- | ------------ |
| 1                     | Stabile               | California            | 29 760 021         | 23 667 902         | 6 092 119  | 25,7%        |
| 2                     | Stabile               | New York              | 17 990 455         | 17 558 072         | 432 383    | 2,5%         |
| 3                     | Stabile               | Texas                 | 16 986 510         | 14 229 191         | 2 757 319  | 19,4%        |
| 4                     | 3                     | Florida               | 12 937 926         | 9 746 324          | 3 191 602  | 32,7%        |
| 5                     | 1                     | Pennsylvania          | 11 881 643         | 11 863 895         | 17 748     | 0,2%         |
| 6                     | 1                     | Illinois              | 11 430 602         | 11 426 518         | 4 084      | 0,0%         |
| 7                     | 1                     | Ohio                  | 10 847 115         | 10 797 630         | 49 485     | 0,4%         |
| 8                     | Stabile               | Michigan              | 9 295 297          | 9 262 078          | 33 219     | 0,4%         |
| 9                     | Stabile               | New Jersey            | 7 730 188          | 7 364 823          | 365 365    | 5,0%         |
| 10                    | Stabile               | Carolina del Nord     | 6 628 637          | 5 881 766          | 746 871    | 12,7%        |
| 11                    | 2                     | Georgia               | 6 478 216          | 5 463 105          | 1 015 111  | 18,6%        |
| 12                    | 2                     | Virginia              | 6 187 358          | 5 346 818          | 840 540    | 15,7%        |
| 13                    | 2                     | Massachusetts         | 6 016 425          | 5 737 037          | 279 388    | 4,9%         |
| 14                    | 2                     | Indiana               | 5 544 159          | 5 490 224          | 53 935     | 1,0%         |
| 15                    | Stabile               | Missouri              | 5 117 073          | 4 916 686          | 200 387    | 4,1%         |
| 16                    | Stabile               | Wisconsin             | 4 891 769          | 4 705 767          | 186 002    | 3,9%         |
| 17                    | Stabile               | Tennessee             | 4 877 185          | 4 591 120          | 286 065    | 6,2%         |
| 18                    | 2                     | Washington            | 4 866 692          | 4 132 156          | 734 536    | 17,8%        |
| 19                    | 1                     | Maryland              | 4 781 468          | 4 216 975          | 564 493    | 13,4%        |
| 20                    | 1                     | Minnesota             | 4 375 099          | 4 075 970          | 299 129    | 7,3%         |
| 21                    | 2                     | Louisiana             | 4 219 973          | 4 205 900          | 14 073     | 0,3%         |
| 22                    | Stabile               | Alabama               | 4 040 587          | 3 893 888          | 146 699    | 3,8%         |
| 23                    | Stabile               | Kentucky              | 3 685 296          | 3 660 777          | 24 519     | 0,7%         |
| 24                    | 5                     | Arizona               | 3 665 228          | 2 718 215          | 947 013    | 34,8%        |
| 25                    | 1                     | Carolina del Sud      | 3 486 703          | 3 121 820          | 364 883    | 11,7%        |
| 26                    | 2                     | Colorado              | 3 294 394          | 2 889 964          | 404 430    | 14,0%        |
| 27                    | 2                     | Connecticut           | 3 287 116          | 3 107 576          | 179 540    | 5,8%         |
| 28                    | 2                     | Oklahoma              | 3 145 585          | 3 025 290          | 120 295    | 4,0%         |
| 29                    | 1                     | Oregon                | 2 842 321          | 2 633 105          | 209 216    | 7,9%         |
| 30                    | 3                     | Iowa                  | 2 776 755          | 2 913 808          | –137 053   | –4,7%        |
| 31                    | Stabile               | Mississippi           | 2 573 216          | 2 520 638          | 52 578     | 2,1%         |
| 32                    | Stabile               | Kansas                | 2 477 574          | 2 363 679          | 113 895    | 4,8%         |
| 33                    | Stabile               | Arkansas              | 2 350 725          | 2 286 435          | 64 290     | 2,8%         |
| 34                    | Stabile               | Virginia Occidentale  | 1 793 477          | 1 949 644          | –156 167   | –8,0%        |
| 35                    | 1                     | Utah                  | 1 722 850          | 1 461 037          | 261 813    | 17,9%        |
| 36                    | 1                     | Nebraska              | 1 578 385          | 1 569 825          | 8 560      | 0,5%         |
| 37                    | Stabile               | Nuovo Messico         | 1 515 069          | 1 302 894          | 212 175    | 16,3%        |
| 38                    | Stabile               | Maine                 | 1 227 928          | 1 124 660          | 103 268    | 9,2%         |
| 39                    | 4                     | Nevada                | 1 201 833          | 800 493            | 401340     | 50,1%        |
| 40                    | 2                     | New Hampshire         | 1 109 252          | 920 610            | 188 642    | 20,5%        |
| 41                    | 2                     | Hawaii                | 1 108 229          | 964 691            | 143 538    | 14,8%        |
| 42                    | 1                     | Idaho                 | 1 006 749          | 943 935            | 62 814     | 6,7%         |
| 43                    | 3                     | Rhode Island          | 1 003 464          | 947 154            | 56 310     | 5,9%         |
| 44                    | Stabile               | Montana               | 799 065            | 786 690            | 12 375     | 1,6%         |
| 45                    | Stabile               | Dakota del Sud        | 696 004            | 690 768            | 5 236      | 0,8%         |
| 46                    | 1                     | Delaware              | 666 168            | 594 338            | 71 830     | 12,1%        |
| 47                    | 1                     | Dakota del Nord       | 638 800            | 652 717            | –13 917    | –2,1%        |
| —                     | —                     | Distretto di Columbia | 606 900            | 638 333            | –31 433    | –4,9%        |
| 48                    | Stabile               | Vermont               | 562 758            | 511 456            | 51 302     | 10,0%        |
| 49                    | 1                     | Alaska                | 550 043            | 401 851            | 148 192    | 36,8%        |
| 50                    | 1                     | Wyoming               | 453 588            | 469 557            | –15 969    | –3,4%        |
|                       |                       | Stati Uniti           | 248 709 873        | 226 545 805        | 22 164 068 | 9,8%         |

## Città
| Città       | Stato        | Popolazione | Regione  |
| ----------- | ------------ | ----------- | -------- |
| New York    | New York     | 7322564     | Nord-est |
| Los Angeles | California   | 3485398     | Ovest    |
| Chicago     | Illinois     | 2783726     | Midwest  |
| Houston     | Texas        | 1630553     | Sud      |
| Filadelfia  | Pennsylvania | 1585577     | Nord-est |
| San Diego   | California   | 1110549     | Ovest    |
| Detroit     | Michigan     | 1027974     | Midwest  |
| Dallas      | Texas        | 1006877     | Sud      |